# Seleção Russa de Voleibol Masculino

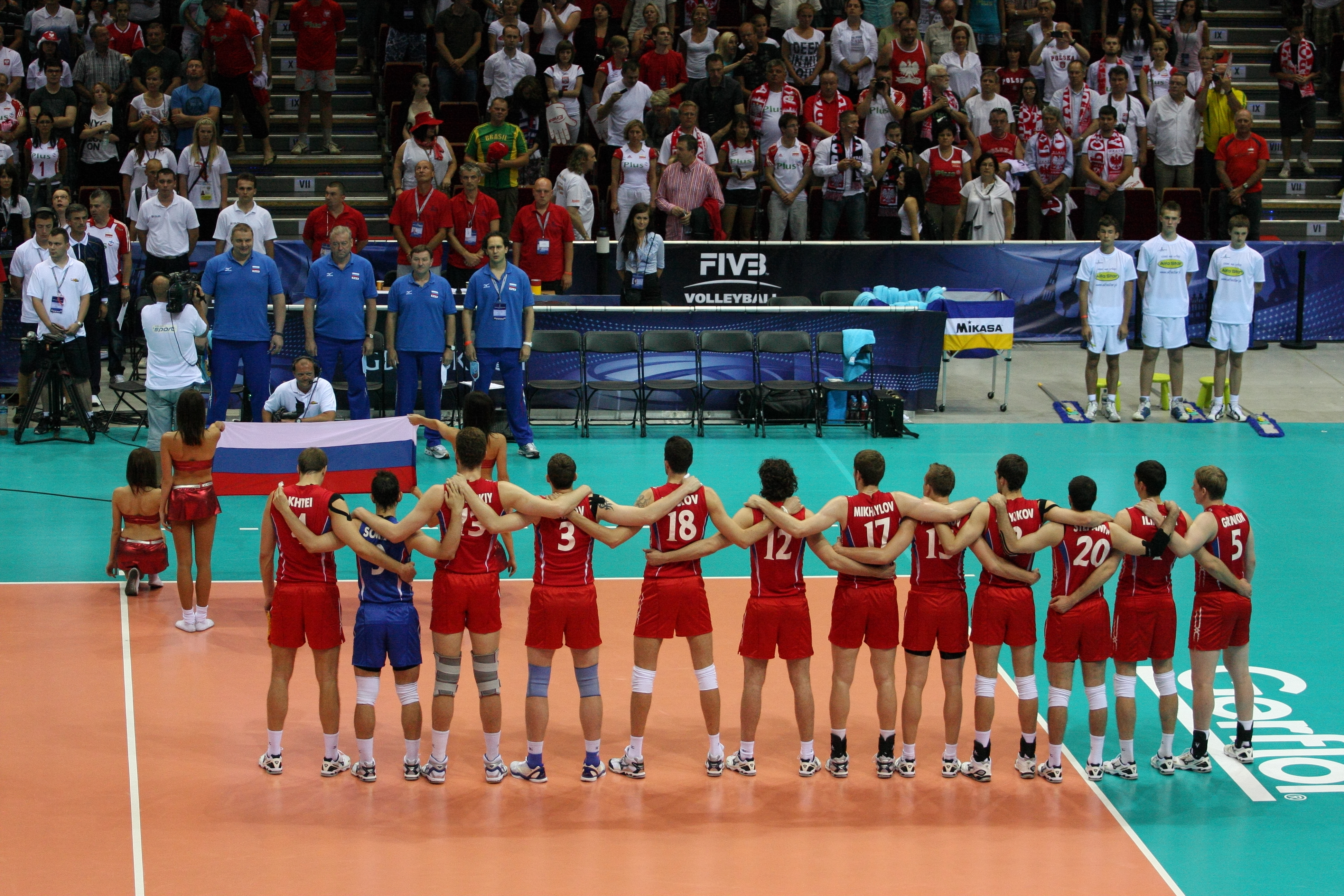
Seleção da Rússia em 2011

A Seleção Russa de Voleibol Masculino é uma equipe de voleibol que representa a Rússia nas competições internacionais. A equipe é mantida pela Federação Russa de Voleibol (em russo: Vserossijskaya Federatsiya Volejbola). Encontra-se na terceira posição do ranking mundial da FIVB segundo dados de 20 de setembro de 2021. É uma das equipes mais vitoriosas da história desta modalidade.

## História
Jogou de 1948 a 1991 como União Soviética e em 1992 como CEI.
Conquistou seu primeiro título no cenário internacional como nação independente em 1999, a Copa do Mundo, no Japão. Em 2002 conquistou o título da Liga Mundial de Voleibol pela primeira vez ao derrotar o Brasil na decisão (seria campeã também em 2011 e 2013), no mesmo ano chegou à final do Campeonato Mundial realizado na Argentina, mas ficou com o vice campeonato ao perder para o Brasil no tie-break.
Em 2012, a Rússia conquistou o título mais importante como país independente: a medalha de ouro nos Jogos Olímpicos de Londres ao derrotar o Brasil de virada na final.

## Resultados obtidos nos principais campeonatos

### Jogos Olímpicos
| Ano  | Sede           | Classificação |
| ---- | -------------- | ------------- |
| 1996 | Atlanta        | 4º            |
| 2000 | Sidney         | 2º            |
| 2004 | Atenas         | 3º            |
| 2008 | Pequim         | 3º            |
| 2012 | Londres        | 1º            |
| 2016 | Rio de Janeiro | 4º            |
| 2020 | Tóquio         | 2º            |

### Campeonato Mundial
| Ano  | Sede              | Classificação |
| ---- | ----------------- | ------------- |
| 1994 | Grécia            | 7º            |
| 1998 | Japão             | 5º            |
| 2002 | Argentina         | 2º            |
| 2006 | Japão             | 7º            |
| 2010 | Itália            | 5º            |
| 2014 | Polónia           | 5º            |
| 2018 | Bulgária / Itália | 6º            |

### Campeonato Europeu
| Ano  | Sede                                         | Classificação |
| ---- | -------------------------------------------- | ------------- |
| 1993 | Finlândia                                    | 3º            |
| 1995 | Grécia                                       | 5º            |
| 1997 | Países Baixos                                | 5º            |
| 1999 | Áustria                                      | 2º            |
| 2001 | Chéquia                                      | 3º            |
| 2003 | Alemanha                                     | 3º            |
| 2005 | Itália / Sérvia e Montenegro                 | 2º            |
| 2007 | Rússia                                       | 2º            |
| 2009 | Turquia                                      | 4º            |
| 2011 | Áustria / Chéquia                            | 4º            |
| 2013 | Dinamarca / Polónia                          | 1º            |
| 2015 | Bulgária / Itália                            | 6º            |
| 2017 | Polónia                                      | 1º            |
| 2019 | Bélgica / Eslovênia / França / Países Baixos | 3º            |
| 2021 | Chéquia / Estónia / Finlândia / Polónia      | 5º            |

### Liga Mundial
| Ano  | Sede                    | Classificação |
| ---- | ----------------------- | ------------- |
| 1993 | São Paulo               | 2º            |
| 1994 | Milão                   | 6º            |
| 1995 | Rio de Janeiro          | 4º            |
| 1996 | Roterdã                 | 3º            |
| 1997 | Moscou                  | 3º            |
| 1998 | Milão                   | 2º            |
| 1999 | Mar del Plata           | 4º            |
| 2000 | Roterdã                 | 2º            |
| 2001 | Katowice                | 3º            |
| 2002 | Belo Horizonte / Recife | 1º            |
| 2003 | Madri                   | 7º            |
| 2006 | Moscou                  | 3º            |
| 2007 | Katowice                | 2º            |
| 2008 | Rio de Janeiro          | 3º            |
| 2009 | Belgrado                | 3º            |
| 2010 | Córdoba                 | 2º            |
| 2011 | Gdańsk / Sopot          | 1º            |
| 2012 | Sófia                   | 8º            |
| 2013 | Mar del Plata           | 1º            |
| 2014 | Florença                | 5º            |
| 2015 | Rio de Janeiro          | 8º            |
| 2016 | Cracóvia                | 7º            |
| 2017 | Curitiba                | 5º            |

### Liga das Nações
| Ano  | Sede    | Classificação |
| ---- | ------- | ------------- |
| 2018 | Lille   | 1º            |
| 2019 | Chicago | 1º            |
| 2021 | Rimini  | 5º            |

### Copa do Mundo
| Ano  | Sede  | Classificação |
| ---- | ----- | ------------- |
| 1999 | Japão | 1º            |
| 2007 | Japão | 2º            |
| 2011 | Japão | 1º            |
| 2015 | Japão | 4º            |
| 2019 | Japão | 6º            |

### Copa dos Campeões
| Ano  | Sede  | Classificação |
| ---- | ----- | ------------- |
| 2013 | Japão | 2º            |

### Liga Europeia
| Ano  | Sede  | Classificação |
| ---- | ----- | ------------- |
| 2004 | Opava | 2º            |
| 2005 | Cazã  | 1º            |

### Jogos Europeus
| Ano  | Sede | Classificação |
| ---- | ---- | ------------- |
| 2015 | Baku | 3º            |

## Elenco Atual
Última convocação realizada para a disputa dos Jogos Olímpicos de 2020.

Técnico:  Tuomas Sammelvuo
| Camisa | Nome                | Posição    | Idade | Altura(m) | Peso(kg) | Clube atual           |
| ------ | ------------------- | ---------- | ----- | --------- | -------- | --------------------- |
| 1      | Yaroslav Podlesnykh | ponteiro   | 27    | 1,99      | 95       | Dínamo Moscou         |
| 4      | Artem Volvich       | central    | 31    | 2,13      | 96       | Zenit Kazan           |
| 7      | Dmitry Volkov       | ponteiro   | 26    | 2,02      | 88       | Zenit Kazan           |
| 9      | Ivan Iakovlev       | central    | 26    | 2,07      | 89       | Zenit São Petersburgo |
| 10     | Denis Bogdan        | levantador | 25    | 2,00      | 92       | Dínamo Moscou         |
| 11     | Pavel Pankov        | ponteiro   | 26    | 1,98      | 90       | Dínamo Moscou         |
| 15     | Viktor Poletaev     | oposto     | 26    | 1,98      | 96       | Zenit São Petersburgo |
| 17     | Maksim Mikhailov    | oposto     | 33    | 2,02      | 103      | Zenit Kazan           |
| 18     | Egor Kliuka         | ponteiro   | 26    | 2,08      | 94       | Zenit São Petersburgo |
| 20     | Ilyas Kurkaev       | central    | 27    | 2,08      | 98       | Lokomotiv Novosibirsk |
| 24     | Igor Kobzar         | levantador | 30    | 1,98      | 96       | Zenit São Petersburgo |
| 27     | Valentin Golubev    | líbero     | 29    | 1,90      | 70       | Zenit Kazan           |

## Medalhas
| Evento               | Ouro | Prata | Bronze | Total |
| -------------------- | ---- | ----- | ------ | ----- |
| Jogos Olímpicos      | 4    | 3     | 3      | 10    |
| Campeonato Mundial   | 6    | 3     | 3      | 12    |
| Copa do Mundo        | 6    | 2     | 2      | 10    |
| Copa dos Campeões    | 0    | 1     | 0      | 1     |
| Liga Mundial         | 3    | 5     | 7      | 15    |
| Liga das Nações      | 2    | 0     | 0      | 2     |
| Campeonato Europeu   | 14   | 3     | 5      | 22    |
| Jogos Europeus       | 0    | 0     | 1      | 1     |
| Liga Europeia        | 1    | 1     | 0      | 2     |
| Universíada          | 4    | 1     | 3      | 8     |
| Jogos da Boa Vontade | 1    | 1     | 0      | 2     |
| Total                | 41   | 20    | 24     | 85    |

## Hall da Fama do Voleibol
Todos representando da URSS.
- Aleksandr Savin[3]
- Konstantin Reva[4]
- Yuri Chesnokov[5]
- Vyacheslav Zaytsev[6]

## Passagens destacadas
Abaixo está a lista dos jogadores que mais atuaram pela Seleção Russa.
| N | País   | Jogador            | Jogos |
| 1 | Rússia | Sergey Tetyukhin   | 320   |
| 2 | Rússia | Aleksey Kazakov    | 276   |
| 3 | Rússia | Sergey Grankin     | 265   |
| 4 | Rússia | Konstantin Ushakov | 254   |
| 5 | Rússia | Vadim Khamuttskikh | 237   |
| 6 | Rússia | Maksim Mikhailov   | 221   |
| 7 | Rússia | Ruslan Olikhver    | 213   |
| 8 | Rússia | Alexei Verbov      | 211   |
| 9 | Rússia | Alexei Kuleshov    | 200   |

Maiores artilheiros
Abaixo está a lista de jogadores que mais marcaram mais de 2000 pontos pela Seleção Russa.
| N | País   | Jogador           | Pontos |
| 1 | Rússia | Maksim Mikhailov  | 3022   |
| 2 | Rússia | Sergey Tetyukhin  | 3002   |
| 3 | Rússia | Dmitriy Fomin     | 2762   |
| 4 | Rússia | Ruslan Olikhver   | 2455   |
| 5 | Rússia | Roman Yakovlev    | 2142   |
| 6 | Rússia | Dmitriy Muserskiy | 2015   |
| 7 | Rússia | Aleksey Kazakov   | 2004   |

## Jogadores Notáveis
- Aleksandr Butko
- Aleksandr Savin
- Aleksandr Volkov
- Aleksey Kazakov
- Alexei Kuleshov
- Alexei Verbov
- Andrey Kuznetsov
- Dmitriy Fomin
- Dmitriy Muserskiy
- Egor Kliuka
- Konstantin Ushakov
- Konstantin Reva
- Maksim Mikhailov
- Roman Yakovlev
- Ruslan Olikhver
- Sergey Grankin
- Sergey Tetyukhin
- Taras Khtey
- Vadim Khamuttskikh
- Vyacheslav Zaytsev
- Yuri Chesnokov

## Lista de Treinadores
- Viacheslav Platonov (1996–1997)
- Vyacheslav Zaytsev (1997–1997)
- Gennadiy Shipulin (1998–2004)

- Zoran Gajić (2005–2006)

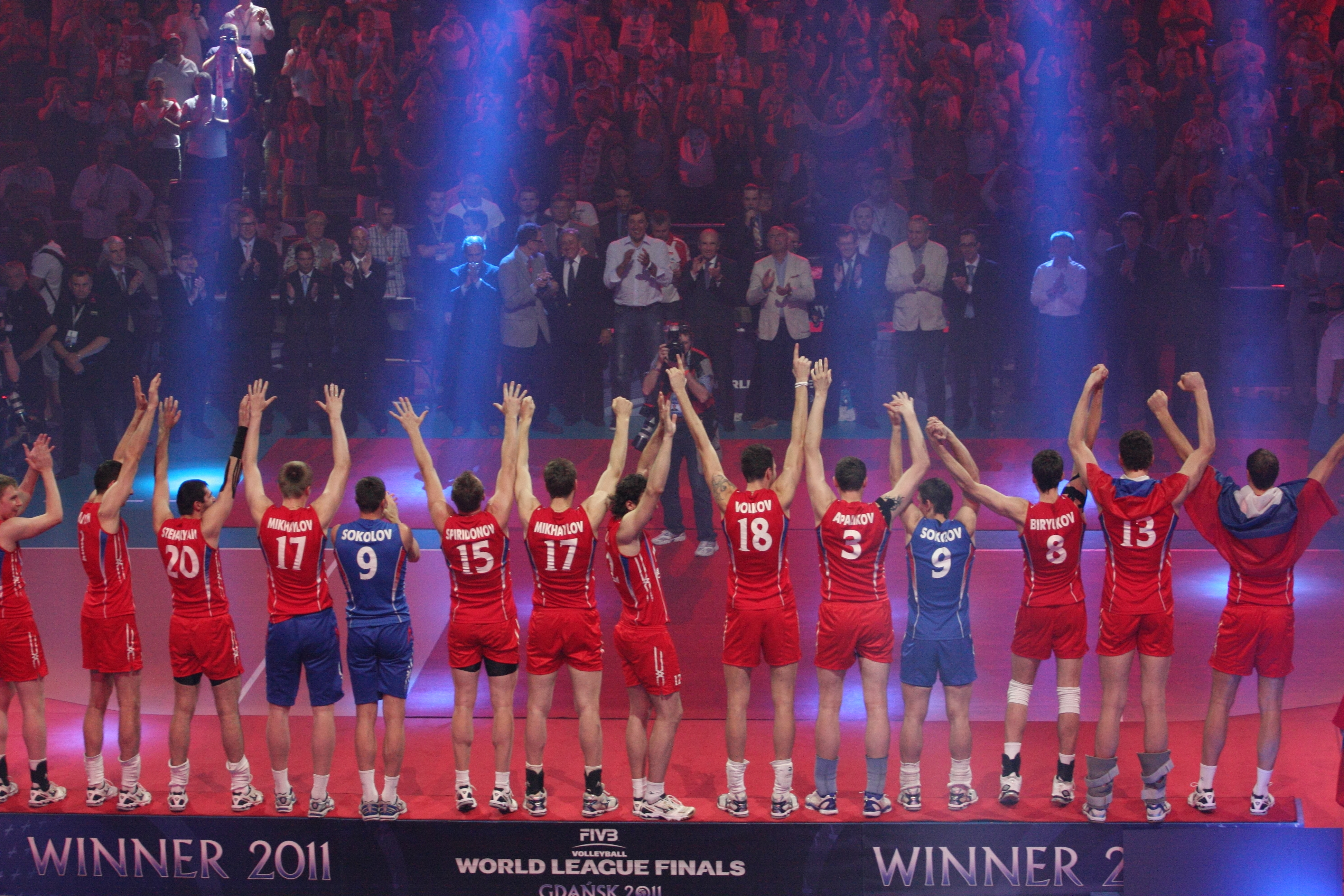
Russia team in final World League 2011

- Vladimir Alekno (2007–2008)
- Daniele Bagnoli (2009–2010)
- Vladimir Alekno (2011–2012)
- Andrei Voronkov (2013–2015)
- Vladimir Alekno (2015–2016)
- Sergey Shlyapnikov (2017–2019)
- Tuomas Sammelvuo (2019–)

## MVP'S
Liga Mundial
- 1995 – Dmitriy Fomin
- 2013 – Nikolay Pavlov

Campeonato Europeu
- 1979 – Vladimir Kondra
- 1985 – Vyacheslav Zaytsev
- 1991 – Dmitry Fomin
- 2007 – Semyon Poltavskiy
- 2013 – Dmitriy Muserskiy
- 2017 – Maxim Mikhaylov